# بستيات
بستيات هي إحدى القرى اللبنانية من قرى قضاء صور في محافظة الجنوب.